# ميخائيل مايرز (سياسي)
ميخائيل مايرز (بالإنجليزية: Michael Myers)‏ هو محامي وقاضي وسياسي أمريكي، ولد في 1 فبراير 1753، وتوفي في 17 فبراير 1814. انتخب عضو جمعية ولاية نيويورك وانتخب عضو مجلس ولاية نيويورك.